# Paul Balenza
 Paul Balenza Di Balenza  (né à Kinshasa le 3 avril 1961) est un homme politique de la République démocratique du Congo et député national, élu de la circonscription de Funa dans la ville province de Kinshasa,,,.

## Biographie
Paul Balenza, il est né à Kinshasa dans la ville province qui porte le même nom le 3 avril 1961, élu député national dans la circonscription électorale de Funa dans la capitale de la République démocratique du Congo, il est membre du parti politique AABC.
Avant d'être élu député national Paul Balenza connu plus sous le nom de Paul Nzalio est auteur compositeur et chanteur, il faisait de la musique chrétienne (Gospel) et il a fait plus 37 ans de carrière